# Mensje van Keulen
Mensje Francina van der Steen (Den Haag, 10 juni 1946) is een Nederlands schrijfster die (naar de achternaam van haar vroegere echtgenoot Lon van Keulen) publiceert onder de naam Mensje van Keulen.

## Biografie
Van Keulen debuteerde met de veelgeprezen roman Bleekers Zomer. Een speciale heruitgave werd in het kader van het VARA-televisieprogramma Büch's Boeken uitgebracht. Van pagina 105 tot 111 valt daarin het interview met de presentator Boudewijn Büch te lezen. Eerder was zij, van 1970 tot 1973, redacteur van het studentenweekblad Propria Cures, waar zij - naast verhalen - onder het pseudoniem Josien Meloen gedichten schreef. 
Andere pseudoniemen die Mensje gebruikte zijn: Mien Bieheuvel, Constant P. Cavalry en Danny Cruyff.
Later maakte zij samen met onder anderen Gerrit Komrij, Theo Sontrop en Martin Ros jarenlang deel uit van de redactie van het literaire tijdschrift Maatstaf.
Zij schreef niet alleen voor volwassenen, maar ook enkele kinderboeken. Van Keulen is bevriend met collega-schrijver Maarten 't Hart. Over hem en zijn voorliefde voor travestie gaat het boek Geheime dame. In 2001 was zij te gast bij het tv-programma Zomergasten, waarin zij werd geïnterviewd door Adriaan van Dis. In februari 2021 ontving zij de J.M.A. Biesheuvelprijs voor haar verhalenbundel Ik moet u echt iets zeggen.
Bij zowel de Europese verkiezingen van 2004 als die van 2014 en de Tweede Kamerverkiezingen van 2006, 2017 en 2021 stond zij als lijstduwer op de kandidatenlijst van de Partij voor de Dieren. Zij was eerder gehuwd en heeft een zoon.

## Prijzen
- Zilveren Griffel (1986)
- Nienke van Hichtumprijs (1991)
- Vlag en wimpelprijs (1993)
- Longlist Libris Literatuur Prijs (2002)
- Shortlist AKO Literatuurprijs (2003)
- Annie Romeinprijs (2003)
- Longlist Libris Literatuur Prijs (2004)
- Shortlist De Gouden Uil (2010)
- Music Award (2002)
- Shortlist Libris Literatuur Prijs (2010)
- Driejaarlijkse Charlotte Köhler-prijs (2011)
- Shortlist AKO Literatuurprijs (2012)
- Shortlist Opzij Literatuurprijs (2013)
- Constantijn Huygens-prijs (2014)[3]
- J.M.A. Biesheuvelprijs (2021) voor Ik moet u echt iets zeggen